# Pit Baccardi
Pit Baccardi, de son vrai nom Guillaume N'Goumou, est un rappeur, chanteur et producteur français, né le 9 juin 1978 à Yaoundé au Cameroun. Il vit actuellement à Abidjan, en Côte d'Ivoire. Il est le grand frère du rappeur Dosseh.

## Biographie

### Jeunesse et débuts
Pit Baccardi est né le 9 juin 1978 à Yaoundé, au Cameroun. Il est élevé par sa grand-mère, sa mère étant morte 9 mois après sa naissance. Son père faisait des études en Europe. Plus grand, il rejoint son père. Arrivé en France en 1982, il repart pour le Cameroun en 1986. Il fait son école primaire au Centre Educatif Bastos puis ses quatre premières années de secondaire au Collège de la Retraite avant de retourner en France en 1994, pour y faire des études et vivre avec son frère aîné dans le 19e arrondissement de Paris,. Entraîné dans différents coups au cours de son adolescence (vols à l'arraché et petits délits), il arrête ses études en deuxième année de BEP.
À Ménilmontant, il fréquente tous les groupes des quartiers de l'est parisien, et devient membre du collectif ATK en 1995,. En 1996, il rencontre les futurs membres de Time Bomb et Oxmo Puccino par l'intermédiaire des X-Men, groupe du 20e arrondissement. Le groupe est également à l'origine de sa rencontre avec DJ Mars, K-cey et Ricky qui leur font passer une audition chez Jedi. L'équipe, alors composée des X-Men, Lunatic, Hi-Fi, et les Jedi, devient Time Bomb. Il fera des apparitions sur les freestyles de l'écurie Time Bomb sur Le guidon et Time Bomb explose.
En 1997, X-Men et Lunatic partis, Pit Baccardi reste avec Oxmo Puccino dans Time Bomb. Un an avant la scission en 1996-1997, il fait la rencontre de Patou et Stéphane de Première Classe lors d'un concert de Time Bomb à La Rochelle. Ils le présentent à Jacky et Ben-J des Nèg' Marrons. Ils entament ensemble une première série de morceaux, dont le titre On fait les choses. C'est ainsi que label Première Classe voit le jour. Tandem y sortira leur EP Ceux qui le savent m'écoutent et L'Skadrille y fera un passage.

### Carrière solo
Pit Baccardi publie son premier album solo le 22 juillet 1999, sur lequel sera posé le morceau Si loin de toi en hommage à sa mère disparue[source secondaire souhaitée] ; il y invitera Doc Gynéco, IAM, Ärsenik, Kery James ou encore Rohff. L'album atteint la 14e place des classements français. En 2000, il sort l'EP Ghetto ambianceur où l'on peut trouver[style à revoir] le premier morceau du Noyau Dur Le Public respecte, à l'origine sur la compile Secteur Ä All Stars, ainsi qu'un duo avec Joe, chanteur nord-américain de RnB[source secondaire souhaitée] ; une collaboration, à l'initiative du chanteur américain, qui lui permet de se faire davantage connaitre du grand public.
Il publie son deuxième album solo, Le Poids des maux, en 2002, qui atteint la 55e place des classements français. Il participe ensuite à l'album du Noyau Dur qui sort fin 2005 après être apparu sur les compilations, Street lourd Hall Stars (novembre 2004), Illicite projet (début 2005) ou encore Rap performance (2005)[source secondaire souhaitée]. Il sort en 2004 une mixtape regroupant des morceaux et en 2007, un album collector retraçant sa carrière dans lequel il ajoute quelques titres inédits, avec les participations de Médine, Lino, Hamed Daye, Stomy Bugsy et bien d'autres[source secondaire souhaitée]. Toujours dans cette optique d'annoncer au mieux son album, il sort le morceau et le clip Juste moi en featuring avec Gen Renard en juin 2008. En 2008, Pit Baccardi collabore avec son demi-frère[réf. souhaitée] Dosseh sur le plan artistique, pour le titre Frères d'armes sur la mixtape Bolide Vol.2 de Dosseh. Ce morceau annonce son retour[source secondaire souhaitée] qui est concrétisé par la sortie de Juste moi en mai 2010.

### Producteur
Après plusieurs années en France, Pit Baccardi décide de s'installer au Cameroun son pays d'origine, et lance en 2013 le label Empire Company à travers lequel il produit des grands noms de la musique camerounaises tels X Maleya, Duc-Z et Magasco. À la fin 2015, il est annoncé en studio enregistrant un nouvel album. En 2016, il sort deux singles, Arrêtez et One by One, en collaboration avec Magasco.
En 2018, il met sur pied le projet POWER, un projet musical de plusieurs titres sur lequel on retrouve les artistes Locko, Tenor, Mink's, Magasco et le duo Rythmz,. Il sort un EP en commun avec Magasco baptisé  KINGS cette même année.
En 2020, il est nommé directeur du label Universal Music Africa[réf. souhaitée].

## Apparitions
- 1996 : Time Bomb - Time Bomb explose (sur le maxi des X, J'attaque du mike)
- 1996 : Time Bomb - Le guidon
- 1996 : Pit Baccardi feat. Stomy Bugsy & Oxmo Puccino, Hifi, Ärsenik, Passi, Hamed Daye - Un reup qui fait reup (sur l'album de Stomy Bugsy, Le calibre qu'il te faut)
- 1997 : Pit Baccardi - Si on disait (sur la compilation L'invincible Armada)
- 1997 : Mafia Trece feat. Pit Baccardi - Détour vers le futur (sur l'album de la Mafia, Cosa nostra)
- 1998 : Oxmo Puccino feat. Pit Baccardi, Akhenaton, Le Rat Luciano & Freeman - 24 heures à vivre (sur l'album d'Oxmo, Opéra puccino)
- 1998 : Pit Baccardi - Côté obscur connexion (sur l'album de Kheops, Sad hill)
- 1999 : Pit Baccardi Feat Neg'Marrons, Mystik & Rohff - On fait les choses (sur la compile Première classe Vol.1)
- 1999 : Pit Baccardi feat. Ärsenik & Akhenaton - L'art de la guerre (sur la compile Première classe Vol.1)
- 1999 : Pit Baccardi - Compte avec moi (sur la compile Première classe Vol.1)
- 1999 : Faf Larage feat. Pit Baccardi - Faut savoir anticiper (sur l'album de Faf Larage, C'est ma cause)
- 1999 : Freeman  Feat. Oxmo et Pit Baccardi - Le passé reste (sur l'album de Freeman

L'palais de justice)
- 1999 : Quartier Latin académia feat Pit Baccardi et Jacky des Neg'Marrons "Faux patron"
- 1999 : Mystik feat. Pit Baccardi (sur l'album le chant de l'exilé)
- 1999 : Dynamike ft. Def Bond et Pit Baccardi - 2gré ou 2force (sur la compilation Frontières brisées de Kobra)
- 2000 : Pit Baccardi - C'est hostile (sur la compile Hostile 2000 Vol.1)
- 2000 : Noyau Dur - Le Public Respecte (sur la compile Secteur Ä All Stars)
- 2000 : Pit Baccardi - Veni, vidi, vici (sur la compile Nouvelle Donne 2)
- 2000 : Monsieur R feat. Pit Baccardi - Tragédie (sur l'album de Monsieur R, Anticonstitutionnellement)
- 2000 : Mystik feat. Pit Baccardi - Retour au bercail (sur l'album de Mystik, Le chant de l'exilé)
- 2000 : Pit Baccardi feat. Yak & Akhenaton - Sentier lumineux (sur la compile Sad hill impact)
- 2001 : Pit Baccardi - Larmes amères (sur la compile Sur un air positif)
- 2001 : Pit Baccardi feat. Rim'K - Les évadés (sur la compile Première classe Vol.2)
- 2001 : Pit Baccardi feat. Rohff & Disiz - Rap de barbares (sur la compile Mission suicide)
- 2001 : Pit Baccardi feat. Akh & Lino, Rohff - Akh (version H) (sur le maxi de Akhenaton Akh)
- 2001 : Album Kibuisa Mpimpa de Werrason
- 2002 : Pit Baccardi Feat Marginal Sosa - La force vient d'en bas (sur la compile Old school)
- 2003 : Pit Baccardi - Désillusions (sur la compile Don't Sleep 2)
- 2003 : Pit Baccardi - On est là pour longtemps (sur la compile Fat taf)
- 2003 : Pit Baccardi - J'accélère (sur la B.O. du film Taxi 3)
- 2003 : Pit Baccardi - Les bal des meurtriers (sur la compile Hematon concept)
- 2003 : Neg'Marrons feat. Ärsenik & Pit Baccardi - Dead (sur l'album de Neg'Marrons, Héritage)
- 2003 : Pit Baccardi - Freestyle (sur la compile Pur son ghetto Vol.2)
- 2003 : Pit Baccardi feat. Sinik - Freestyle (sur la mixtape Liberté d'expression)
- 2003 : Pit Baccardi - On est là pour longtemps (sur la compilation Fat taf vol.1)
- 2004 : Pit Baccardi - Destin (sur la compile Bâtiment B: Hommage...)
- 2004 : Sinik feat. Pit Baccardi & Dosseh - Urbaine poésie (sur le street CD de Sinik, En attendant l'album)
- 2004 : Pit Baccardi - Le son de la street (sur la compile Street lourd hall stars)
- 2004 : Pit Baccardi feat. K.ommando Toxic - C'est dead (sur la mixtape Têtes brulées Vol.1)
- 2004 : Dosseh feat. Pit Baccardi & Marginal Sosa - Bolide freestyle (sur la mixtape Bolide)
- 2004 : Dosseh feat. Marginal Sosa, Pit Baccardi, X-Kalibur, Skyzo Starr & K.ommando Toxik - Freestyle (sur la mixtape Bolide
- 2004 : Pit Baccardi - Salama (sur la compile Des 2 côtés)
- 2004 : Pit Baccardi - Le spécialiste (sur la compile Equipé sport: Narcobeat Vol.1)
- 2004 : Kery James feat. Pit Baccardi, Manu Key, Lino, A.P., Passi, Le Rat Luciano, Blacko, Jacky, Busta Flex, Teddy Corona, Jango Jack, Diam's, Leeroy, Ol' Kainry, Matt Houston, Kool Shen etc. - Relève la tête (sur la compile Savoir & vivre ensemble)
- 2005 : Faya D. feat. Pit Baccardi, Princess Aniès, Mic Fury, Ol' Kainry & Cercle Vicieux - Nouvelle saison (sur le street CD de Faya, Dingostyle)
- 2005 : Pit Baccardi - Criminel son (sur la compile Illicite projet)
- 2005 : Pit Baccardi - La légende (sur la compile Rap performance)
- 2005 : Pit Baccardi - Tout se passe en profondeur (sur la compile Funky Maestro All Starz)
- 2005 : La Brigade feat. Pit Baccardi, Lino & Ol' Kainry - Qui peut... (sur la compile Rapocalypse Vol.1)
- 2005 : Marginal Sosa feat. Pit Baccardi - Top du hit (sur le street CD de Marginal Sosa, L'élu)
- 2005 : Marginal Sosa feat. Pit Baccardi, K.ommando Toxic & Dosseh - Gang bang (sur le street CD de Marginal Sosa, L'élu)
- 2005 : Noyau Dur - Freestyle (sur la compile 10 ans de Cut Killer)
- 2006 : Pit Baccardi feat. Gringe - Empire Bombattak (sur la compile Bombattack MC's)
- 2007 : Pit Baccardi - On veut (sur la compile Écoute la rue Marianne)
- 2007 : Smoker feat. Pit Baccardi & Al Peco - Cash money (sur le Street CD de Smoker, La roue tourne)
- 2007 : Heckel & Geckel Feat Pit Baccardi, Youssoupha, Smoker, Kamel L'ancien, Jacky Brown, Kery James, Diam's, Kalash L'afro, Ikbal Vockal, Seth Gueko, Salif, Dosseh, Mister C, Mac Tyer, James Izmad ... - On ne sait pas abandonner en hommage à l'émission Couvre Feu
- 2007 : Pit Baccardi - Vas-y bouge (sur la compile Get on the floor)
- 2007 : Wouilo feat. Pit Baccardi - Envie de tout (sur l'album de Wouilo, Nouvelle génération)
- 2007 : Gen Renard feat. Pit Baccardi - Chanteuse parmi des millions (sur l'album de Gen Renard, Keski T'Gen)
- 2007 : Pit Baccardi - Sous le manteau (sur la compile 19 grammes Vol.1)
- 2008 : Xkalibur feat. Pit Baccardi, Poison & Doc - Xkalibur (sur le Street CD d'Xkalibur, Classé X)
- 2008 : El Matador feat. Brasco & Pit Baccardi - Tapage nocturne (sur la compile Original Bombattak Vol.2)
- 2008 : Neg' Marrons feat. Pit Baccardi & Ärsenik - Nouvelle époque (sur l'album des Neg' Marrons, Les liens sacrés)
- 2008 : Famille Hausman feat. Pit Baccardi & AP, Matinda - Lunette noir pour nuit blanche (sur l'album de Famille Haussmann, 40 Grammes et une mule)
- 2011 : Krotal feat Pit Baccardi, Œil de Faucon et Teety Tezano - Là-bas (Sur l'album de Krotal  La B.O. de nos life)
- 2024 : Zola, ISK, Pit Baccardi, Cokein, Sofiane, Ashe 22, Uzi, RK, Alkpote, Nahir, Seth Gueko, Demi Portion, Soso Maness, Decimo, Zed, Akhenaton, Kerchak, Mac Tyer, Kore, Relo & Costa - NO PASARÁN (single en collaborations pour la Fondation Abbé Pierre)